# كتاب الصور (فلم)
كتاب الصور (بالفرنسية: Le Livre d'image) فيلم مقال سويسري لعام 2018 من إخراج الأسطورة جان لوك جودار. كان عنوان الفيلم في البداية «تجربة الأزرق والصورة والكلمة Tentative de bleu and Image et parole»، وفي ديسمبر 2016 أعلنت شركة التوزيع أن جودار يصور الفيلم منذ عامين تقريبًا في دول عربية مختلفة، بما في ذلك تونس، وأنه اختبار للعالم العربي الحديث. قال جودار لمجلة «سيانس Séance» الفرنسية أنه كان يصور بدون ممثلين لأن الفيلم يتضمن راوي. اختير الفيلم للمنافسة على السعفة الذهبية في مهرجان كان السينمائي 2018، وعلى الرغم من أنه لم يفز بالجائزة الرسمية، إلا أن لجنة التحكيم منحته أول «سعفة ذهبية خاصة» في تاريخ المهرجان. قال غودارد: «يُقصد بالفيلم أن يُعرض على شاشات التلفزيون مع مكبرات الصوت من مسافة بعيدة، في مساحات صغيرة بدلاً من دور السينما العادية»، وعرض الفيلم بهذه الطريقة خلال عرضه الأول في مسرح فيدي-لوزان في نوفمبر 2018.

## طاقم العمل
- جان لوك جودار: الراوي (صوت)
- جان بيير جوس: التعليق الصوتي
- آن ماري مييفيل: الراوية (صوت)

بالاشتراك مع: جاك بيركونت - ديميتري باسل

## ملخص أحداث الفيلم
تماشيًا مع بقية أعمال جودار الأخيرة، يتألف كتاب الصور من سلسلة من الأفلام واللوحات ومقطوعات الموسيقى المرتبطة مع السرد ولقطات أصلية إضافية لجودارد وآن ماري مييفيل. كان هذا السرد هو متابعة لسلسلة أفلامه السابقة «تاريخ السينما». يتناول الفيلم تاريخ السينما وعدم قدرتها على التعرف على فظائع القرنين العشرين والحادي والعشرين (على وجه التحديد الهولوكوست وداعش والصراع الإسرائيلي الفلسطيني)، ومسؤوليات صانع أفلام والتقدم في الخطاب السياسي مع إدخال الكاميرات الرقمية وأجهزة الآي فون.

## استقبال الفيلم
منح موقع الطماطم الفاسدة الفيلم تقييم مقداره 89% بناء على آراء 75 ناقد فني، وكتب إجماع النقاد: «يحتمل أنه لا يمكن التغلب عليه بالنسبة للمشاهدين غير المتوافقين مع» طول موجة«المخرج، فإن كتاب الصور عادةً ما يكون مربكًا، وفي النهاية الفيلم هو مكافأة من غودار الحديث».
منح موقع ميتاكريتيك الفيلم تقييم مقداره 76% بناء على آراء 22 ناقد سينمائي.
منحت المجلة الفرنسية «كتاب السينما Cahiers du cinéma» الفيلم جائزة أفضل فيلم لعام 2019.
أشاد ريتشارد برودي من نيويوركر بالفيلم، واعتبره "نوعًا من الخاتمة أو التكملة" لعمل جودار السابق "تاريخ السينما"، وذكر أن الفيلم يدور حول موضوع واحد: "التصوير غير الملائم للعالم العربي"، وعلى وجه الخصوص، ندرة الأفلام السينمائية الأيقونية من الشرق الأوسط (والتي يقدمها على أنها إخفاق للسينما نفسها)، فضلاً عن إخفاق العالم بأسره".
كتب الناقد السينمائي بيلج عبيري من «صوت القرية The Village Voice»، وشارك في الحوار حول الفيلم وتحريره للقطات الواقعية المأخوذة من مصادر مختلفة، لكنه شارك أيضًا في الحيرة الأولية تجاه الفيلم ومعنى الصور المختارة، وتحدث مع الناقد المصري جوزيف فهيم الذي أخبر إيبيري أنه من خلال استخدام الفيلم المستنير لصور من السينما الشرق أوسطية، كان جودار يحاول تفكيك الرواية الغربية المقدمة للمجتمعات العربية والتأثير الغربي على كيفية تسجيل تاريخ السينما. وأضاف فهيم أن «الصور التي قدمها جودار هنا غير معروفة لمعظم النقاد الغربيين الذين خلطوا الفيلم بالشعر».

## وصلات خارجية
كتاب الصور على موقع IMDb (الإنجليزية)
- كتاب الصور على موقع ميتاكريتيك (الإنجليزية)
- كتاب الصور على موقع روتن توميتوز (الإنجليزية)
- كتاب الصور على موقع ألو سيني (الفرنسية)
- كتاب الصور على موقع بوكس أوفيس موجو (الإنجليزية)
- كتاب الصور على موقع فيلمافينيتي (الإسبانية)
- كتاب الصور على موقع قاعدة بيانات الفيلم (الإنجليزية)
- كتاب الصور على موقع ليتربوكسد (الإنجليزية)
- كتاب الصور على موقع كينوبويسك (الروسية)

https://www.cahiersducinema.com/produit/octobre-2019-n759/ كتاب الصور (فلم)
https://www.allmovie.com/movie/the-image-book-v703073 كتاب الصور (فلم)